# Puya (planta)
Puya es un género de plantas terrestres en las bromélidas, familia Bromeliaceae. Es el único género de la subfamilia Puyoideae. Son nativas de los Andes de Sudamérica y sur de América Central. Muchas de las especies son monocárpicas, con la planta madre muriendo después de fructificar.  Comprende 296 especies descritas y de estas, 23 aceptadas.

## Descripción
Son plantas terrestres, acaules a brevicaules. Hojas suculentas o casi suculentas, espinoso-serradas. Escapo conspicuo, terminal, erecto. Inflorescencia compuesta. Flores hermafroditas, pediculadas; sépalos libres, densamente pelosos; pétalos libres, sin apéndices, torcidos juntos en espiral después de la antesis; estambres más cortos que los pétalos, los filamentos libres, las anteras sin apéndices; ovario súpero. Fruto en cápsula dehiscente; semillas con un apéndice entero.
La especie Puya Raimondi es notable como la planta más grande de las bromélidas, alcanza 3 m de altura en crecimiento vegetativo y un escapo floral de hasta 10 m de altura. Otras especies pueden alcanzar con la vara floral hasta 4 m.
Algunas especies de Puya en Chile son conocidas como chaguales, y la base de sus hojas jóvenes es usada para ensalada . Unas especies comunes son Puya chilensis y Puya berteroniana.
Tarda unos 150 años en florecer, por lo que es la planta con un crecimiento más lento del mundo.

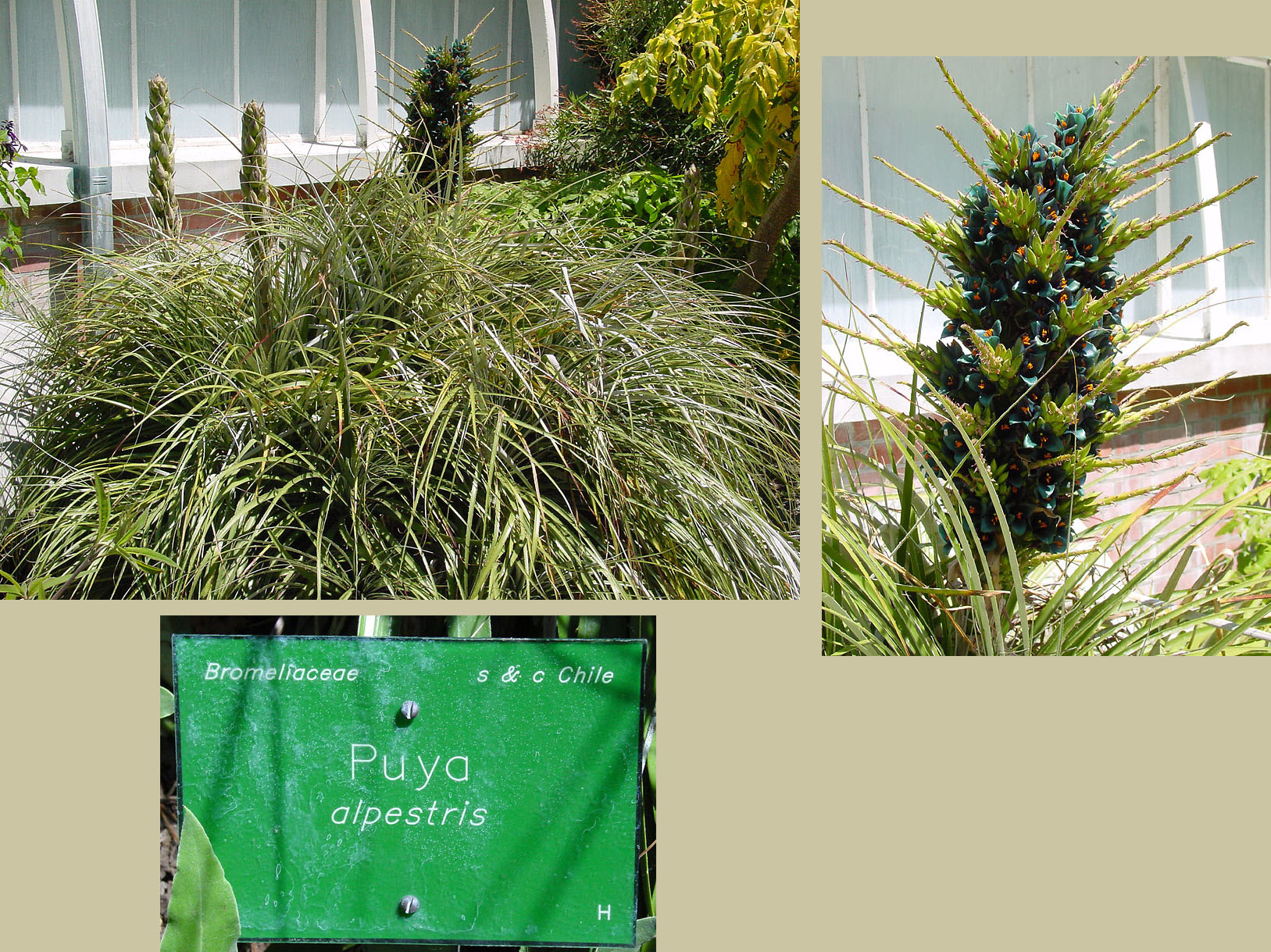
Puya alpestris

## Taxonomía
El género fue descrito por Juan Ignacio Molina y publicado en Saggio sulla Storia Naturale cel Chili. La especie tipo es: Puya chilensis
Etimología
Puya: nombre genérico que ha sido tomado del nombre vernáculo mapuche y que significa "punto, pico".

## Especies aceptadas
A continuación se brinda un listado de las especies del género Puya (planta) aceptadas hasta octubre de 2013, ordenadas alfabéticamente. Para cada una se indica el nombre binomial seguido del autor, abreviado según las convenciones y usos.
- Ver Lista de especies de Puya

## Especies seleccionadas
- Puya alpestris
- Puya berteroniana
- Puya bicolor
- Puya chilensis
- Puya coerulea

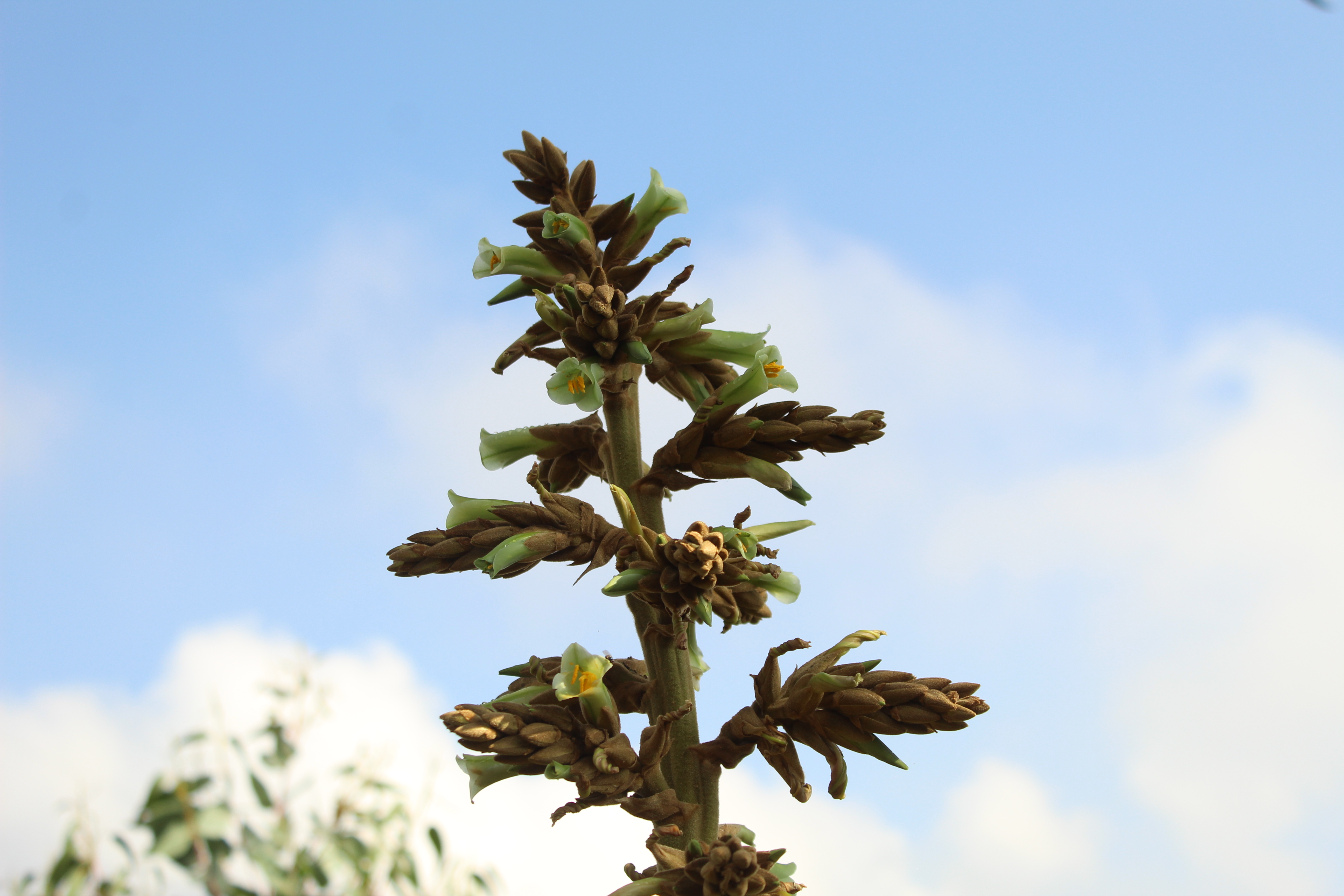
Puya bicolor

- Puya ferruginea, denominada específicamente en Perú achupalla[6]
- Puya furfuracea, denominada específicamente en Colombia y Ecuador achupalla[6]
- Puya goudotiana
- Puya hortensis
- Puya laxa
- Puya longistyla, denominada específicamente en Perú achupalla[6] <
- Puya medica
- Puya mirabilis
- Puya raimondii
- Puya spathacea
- Puya venusta